# FRAME TOKYO
FRAME TOKYO（株式会社FRAME）は、東京に拠点を置く映像制作会社。

## 概要
本社（東京都中央区日本橋浜町）
ビジネスの柱
1. 自社内映像制作
2. 海外映像制作サポート
3. 海外メディアサポート